# Escobaria organensis
Escobaria organensis ist eine Pflanzenart in der Gattung Escobaria aus der Familie der Kakteengewächse (Cactaceae). Das Artepitheton organensis verweist auf das Vorkommen der Art in den Organ Mountains. Ein englischer Trivialname ist „Organ Mountain Foxtail Cactus“.

## Beschreibung
Escobaria organensis wächst in Gruppen oder bildet Polster mit bis zu 50 Trieben. Die weichen zylindrischen Triebe erreichen bei einem Durchmesser von 3 Zentimeter Wuchshöhen von bis zu 12 Zentimeter. Die Bedornung verdeckt die Triebe weitestgehend und verleiht den Pflanzen eine gelbliche Erscheinung. Die Warzen sind 7 bis 10 Millimeter lang. Die neun bis zwölf kräftigen, geraden und gelben Mitteldornen weisen Längen von 0,9 bis 1,9 Zentimeter auf. Die 30 bis 35 feinen, steifen, geraden Randdornen sind weiß und 0,6 bis 1,1 Zentimeter lang.
Die rosafarbenen Blüten erreichen Durchmesser von 1,5 bis 1,6 Zentimeter. Die gelblich grünen Früchte sind 0,6 bis 1,4 Zentimeter lang.

## Systematik und Verbreitung
Escobaria organensis ist in den Vereinigten Staaten von Amerika in den Organ Mountains im Doña Ana County im Bundesstaat New Mexico in Höhenlagen von 2000 bis 2400 Metern verbreitet. 
Die Erstbeschreibung als Coryphantha organensis durch Dale A. Zimmerman wurde 1972 veröffentlicht. Edward Franklin Castetter, Prince Pierce und Karl Henry Schwerin stellten die Art 1975 in die Gattung Escobaria. Ein weiteres nomenklatorisches Synonym ist Escobaria sneedii subsp. orcuttii (Zimmerman) Lüthy (1999).

## Nachweise